# Tremblay-les-Villages
Tremblay-les-Villages är en kommun i departementet Eure-et-Loir i regionen Centre-Val de Loire strax norr om centrala Frankrike. Kommunen ligger i kantonen Châteauneuf-en-Thymerais som tillhör arrondissementet Dreux. År 2022 hade Tremblay-les-Villages 2 208 invånare.

## Befolkningsutveckling
Antalet invånare i kommunen Tremblay-les-Villages
Referens:INSEE